# Bouabout Amdlane
Bouabout Amdlane (franska: Bouabout Amdlane (CR), Bouabout Amdlane (Commune Rurale), arabiska: بوعبوط) är en kommun i Marocko.   Den ligger i provinsen Chichaoua och regionen Marrakech-Safi, i den centrala delen av landet, 400 km sydväst om huvudstaden Rabat. Antalet invånare är 8 226.